# Live from the Point Depot
Love: Live from the Point Depot é um álbum ao vivo digital da banda de rock irlandesa U2 lançado através do iTunes Music Store em 23 de novembro de 2004, como parte do box-set de decodificadores digitais, "The Complete U2". O show foi gravado durante a turnê Lovetown de "New Year's Eve" de 1989 na Ponte Depot, em Dublin. O show foi transmitido internacionalmente pela rádio ao vivo e se tornou um dos mais fortes bootlegged de shows da banda de todos os tempos. Os fãs eram encorajados a uma fita de gravação do show, e edição #12 da revista do site oficial da banda, U2.com, Propaganda, incluiu um cacete especial para cobrir aqueles que foram gravados durante a transmissão.
Junto com o álbum ao vivo digital de Live from Boston 1981, o álbum de faixas não podem ser comprados individualmente e só está disponível para quem comprar o decodificador digital inteiro. Este lançamento marca o lançamento oficial do primeiro show.

## Lista de faixas
| N.º            | Título | Duração |  |
| 1.             | "Auld Lang Syne/Where the Streets Have No Name"                                                                        | 6:55    |  |
| 2.             | "I Will Follow" | 4:20    |  |
| 3.             | "I Still Haven't Found What I'm Looking For" (Recursos de um trecho (snippet) de Bob Marley, "Exodus")                 | 5:09    |  |
| 4.             | "MLK" | 1:53    |  |
| 5.             | "One Tree Hill" | 4:52    |  |
| 6.             | "Gloria" | 4:34    |  |
| 7.             | "God Part II" | 3:35    |  |
| 8.             | "Desire" | 3:10    |  |
| 9.             | "All Along the Watchtower"                                                                                             | 4:07    |  |
| 10.            | "All I Want Is You" | 1:03    |  |
| 11.            | "Bad" | 7:31    |  |
| 12.            | "Van Diemen's Land" (The Edge nos vocais)                                                                              | 2:59    |  |
| 13.            | "The Star-Spangled Banner/Bullet the Blue Sky"                                                                         | 6:23    |  |
| 14.            | "Running to Stand Still/Dirty Old Town"                                                                                | 5:16    |  |
| 15.            | "New Year's Day" (Recursos de um trecho (snippet) de "The Times They Are a-Changin', de Bob Dylan, ao início da faixa) | 4:44    |  |
| 16.            | "Pride (In the Name of Love)"                                                                                          | 6:03    |  |
| 17.            | "Party Girl" | 3:41    |  |
| 18.            | "Angel of Harlem" | 4:14    |  |
| 19.            | "When Love Comes to Town"                                                                                              | 5:02    |  |
| 20.            | "Love Rescue Me" | 6:42    |  |
| 21.            | "40" | 7:25    |  |
| Duração total: | Duração total: | 100:03  |  |

## Equipe e colaboradores
U2
- Bono – Vocal, guitarra
- The Edge – Guitarra, teclado, vocal; baixo em "40"
- Adam Clayton – Baixo; guitarra em "40"
- Larry Mullen, Jr. – Bateria

Participação especial
- B. B. King – Guitarra, vocal (destaque em "Angel of Harlem," "When Love Comes to Town" e "Love Rescue Me")